# Бар-мицва

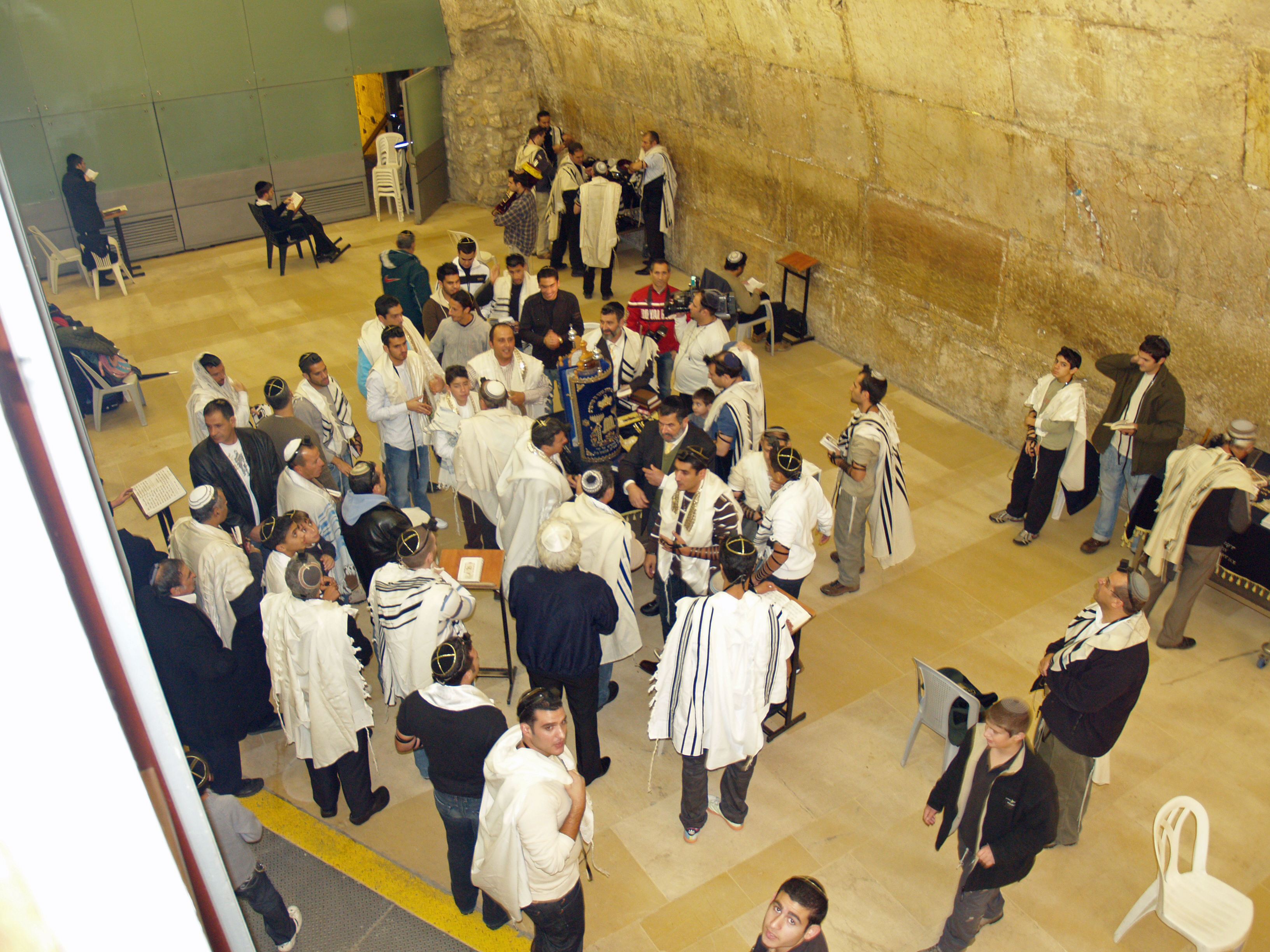
Празднование бар-мицвы у Стены Плача в Иерусалиме

Бар-мицва м. р. (בר מצוה‎, от арам. בר — «сын» и ивр. מצוה‎ — «заповедь»), ж. р. бат-мицва (בת מצוה‎ — «дочь заповеди», ашкеназ. бас-ми́цва) — термины, применяющиеся в иудаизме для описания достижения еврейским мальчиком или девочкой религиозного совершеннолетия.

## Законы и обычаи
Согласно законам иудаизма, когда еврейский ребёнок достигает совершеннолетия (13 лет и 1 день для мальчиков и 12 лет и 1 день для девочек), он становится ответственным за свои поступки и становится, соответственно, бар- или бат-мицва, сыном или дочерью заповеди. Во многих консервативных или реформистских синагогах девочки празднуют бат-мицву вместе с мальчиками в 13 лет и 1 день.
До этого момента ответственность за соблюдение ребёнком законов и традиций иудаизма несут родители. После достижения этого возраста дети берут всю ответственность за соблюдение этических, ритуальных и других норм иудаизма на себя и получают право участвовать во всех сферах жизни еврейской общины.
В современной практике достижение возраста бар-мицва (в неортодоксальном иудаизме также бат-мицва) обычно связано с вызыванием молодого человека к чтению отрывка Торы и/или Хафтары в шаббат или другого богослужения, может включать привлечение его к обучению Торе, в том числе обсуждение недельной главы. Что конкретно должен делать бар-мицва во время службы, варьируется в зависимости от направления иудаизма, а также зависит от традиций конкретной общины. Независимо от характера самого празднования, после достижения возраста бар- или бат-мицвы люди становятся полностью ответственными за соблюдение законов иудаизма.
Большинство представителей ортодоксального иудаизма отвергают идею публичного чтения женщинами Торы и ведение ими богослужения. Однако публичное празднование достижения девочкой возраста бат-мицва другими способами достаточно сильно проникло в среду харедим и в некоторые направления ортодоксального иудаизма. В этих общинах женщины могут, например, прочитать небольшую лекцию на еврейские темы, выучить одну из глав Танаха, прочитать фрагменты других текстов (например, из книги Эстер, Псалмов) или молитвы из сидура.

## Права и обязанности
С момента достижения евреем возраста бар- или бат-мицва он несёт перед еврейским законом ответственность как взрослый. Приобретаемые права и обязанности включают:
- моральную ответственность за свои действия;
- право быть вызванным к чтению свитка Торы и участвовать в миньяне;
- право обладать собственностью;
- право вступать в брак;
- обязанность соблюдения всех 613 законов Торы.

## История
Во времена Танаха, Мишны и Талмуда бар- и бат-мицва не праздновались. В книгах Исход и Числа возраст совершеннолетия для службы в армии устанавливается на 20 лет. 13 лет указывается в Мишне как возраст, после достижения которого мужчина обязан соблюдать законы Торы «с пяти лет изучают Тору, с десяти — Мишну, с тринадцати лет — исполняют все заповеди».
Термин бар-мицва впервые появляется в Талмуде для обозначения мужчины, к которому применимы законы Торы. В Талмуде сказано, что после достижения 13 лет и 1 дня клятвы мальчика приобретают юридическую силу, и говорит, что это результат его становления мужчиной. Термин бар-мицва в современном смысле не прослеживается ранее XIV века. Более старыми терминами были гадоль («взрослый») и бар-оншин («сын наказания»), то есть, тот, кого можно наказывать за собственные проступки.

## Вторая бар-мицва
В среде религиозных евреев существует обычай праздновать вторую бар-мицву после достижения человеком 83 лет. Логика состоит в том, что средняя продолжительность жизни составляет 70 лет, поэтому 83-летний человек может рассматриваться как 13-летний в «добавочном времени». Эта практика получает всё большее распространение.

## Подарки
Празднующим бар- и бат-мицву принято преподносить подарки. Традиционными подарками являются книги, имеющие религиозную или образовательную ценность, предметы религиозного обихода, канцелярские товары, сберегательные облигации (чтобы использовать их для дальнейшего образования) и подарочные сертификаты. В последнее время[когда?] всё чаще дарят наличные. Как и в случае благотворительности, становится популярным давать сумму, кратную восемнадцати (гематрия слова хаи — «жизнь»). Принято, чтобы из денежных подарков бар-мицва делал свою первую личную мицву («пожертвование») на благотворительные нужды. В сефардской традиции от родителей бар-мицва получает первый талит.